# رغل بسيط
رغل بسيط (الاسم العلمي: Atriplex humilis) هو نوع نباتي يتبع جنس الرغل من فصيلة القطيفية.